# 石油資源開発
石油資源開発株式会社（せきゆしげんかいはつ、Japan Petroleum Exploration Co., Ltd.、略称JAPEX）は、日本国内外の石油、天然ガスなど鉱業資源の権益を有し、開発・生産・輸送・販売までを一貫して行う大手石油開発会社である。

## 概要
北海道、秋田県、山形県、新潟県の油田、ガス田にて採掘を行う。官営企業から民間企業に転身。研究部門では、GTL燃料、メタンハイドレート、オイルサンドの研究開発も手がけるほか、パイプライン輸送に関しては日本屈指の技術力を有しており、サハリン沖からの天然ガスパイプライン計画にも参画している。
近年では海外シフトを標榜し、イラクのガラフ油田、カナダでシェールガスの権益などを獲得している。

## 社史
- 1955年（昭和30年） - 石油資源開発株式会社法に基づき、石油資源開発株式会社設立。
- 1959年（昭和34年） - 新潟県で東新潟ガス油田発見。日本初の海底油田、土崎沖油田を発見。
- 1960年（昭和35年） - 新潟県で片貝ガス田を発見。
- 1967年（昭和42年） - 石油開発公団（のち石油公団）に営業の全部を出資して解散。
- 1968年（昭和43年） - 三菱グループ、石川島播磨重工業（現・IHI）と共同で日本海洋掘削株式会社を設立。
- 1968年（昭和43年） - 新潟県にて吉井ガス田を発見。
- 1970年（昭和45年） - 石油開発公団より分離、石油資源開発株式会社として再発足。
- 1976年（昭和51年） - 秋田県にて由利原油ガス田を発見。
- 1983年（昭和58年） - 岩船沖ガス油田発見。
- 1989年（平成元年） - 北海道にて勇払油ガス田を発見。
- 1989年（平成元年） - 秋田県にて鮎川油ガス田を発見。
- 2003年（平成15年） - 東京証券取引所第1部に株式を上場。
- 2009年（平成21年） - イラクのガラフ油田をペトロナス社と共に落札。